# Robert La Touche
Robert La Touche (outubro de 1773 - 19 de maio de 1844) foi um político irlandês Whig.
La Touche foi membro do Parlamento por Harristown na Câmara dos Comuns irlandesa entre 1794 e a cassação do eleitorado nos termos dos Atos da União de 1800.